# Гендерная идентичность
Ге́ндерная иденти́чность — внутреннее самоощущение человека как представителя того или иного гендера, то есть как мужчины, женщины или представителя другой категории, связанное с социальными и культурными стереотипами о поведении и качествах представителей того или иного гендера. Гендерная идентичность необязательно совпадает с полом, приписанным при рождении. В настоящее время принято разделять гендерную идентичность и гендерное выражение — проявление тех или иных качеств, которые в зависимости от культуры считываются как маскулинные, фемининные и андрогинные, хотя существует также литература, в которой соответствие тем или иным гендерным стереотипам рассматривается как тот или иной вид гендерной идентичности.
Во многих человеческих обществах есть набор гендерных категорий, которые могут служить основой для формирования у человека социальной идентичности по отношению к другим членам общества. Люди, чья гендерная идентичность совпадает с приписанным при рождении полом, называются цисгендерными, а те, у кого эти характеристики не совпадают — трансгендерными. Иногда в понятие трансгендерности включают и несовпадение гендерного выражения с приписанным при рождении полом.
Одним из основоположников теории гендерной идентичности был сексолог Джон Уильям Мани.
В обществе долгое время действовала бинарная гендерная система — способ организации общества, при котором люди разделяются на две категории: мужчин и женщин, — и предполагается соответствие между приписанным при рождении полом, гендерной идентичностью, гендерным выражением и сексуальностью. Однако за последние несколько десятилетий, все большее распространение и признание на официальном уровне получают люди с небинарной гендерной идентичностью. Это происходит в большинстве развитых стран, таких как США, Австралии, Великобритании и европейских странах, изменения в сторону признания небинарных персон касаются в том числе юридических документов.
Во многих других обществах, традиционные гендерные системы небинарны: они включают в себя более двух гендерных категорий и предусматривают возможность отсутствия зависимости между приписанным при рождении полом и гендерной идентичностью.

## Гендерная идентичность, гендерное выражение и сексуальная ориентация
Современные исследователи различают три ключевых понятия для описания гендера и сексуальности человека:
- гендерная идентичность — внутреннее самоощущение человека;
- гендерное выражение — способы поведения, при помощи которых человек сообщает о своём гендере в данной культуре: в частности, через одежду, манеру общения и интересы. Гендерное выражение человека может соответствовать или не соответствовать предписываемым гендерным ролям, а также отражать или не отражать его гендерную идентичность[14]. Например, нередко трансгендерные люди не рискуют одеваться в соответствии со своей гендерной идентичностью, чтобы избежать оскорблений, насилия и других социальных санкций[15].
- сексуальная ориентация — пол или гендер тех, к кому человек испытывает сексуальное или романтическое влечение.

Бинарная гендерная система предполагает, что гендерная идентичность, гендерное выражение и сексуальная ориентация должны находиться в соответствии между собой, а также с приписанным при рождении полом — например, от человека с приписанным при рождении мужским полом ожидается, что он будет определять себя как мужчину, проявлять маскулинное поведение и испытывать гетеросексуальное влечение к женщинам, — но иногда это не так.

## Гендерная идентичность и психический пол
В русскоязычной науке используется понятие психического или психологического пола, которое иногда употребляется как синоним понятия «гендерная идентичность». При этом в советской и постсоветской науке не было выработано единой концепции психологического пола. Понятия психического или психологического пола, а также полового самосознания, как правило, используются в контексте обсуждения «нормы», под которой понимается совпадение психического пола с приписанным при рождении, и «патологии», под которой понимается транссексуальность.
В отличие от понятия психического или психологического пола, понятие «гендерная идентичность» широко используется в рамках гендерных исследований. Такой научный подход подразумевает, в частности, что представления об обязательности и нормальности совпадения приписанного при рождении пола и внутреннего самоощущения человека не принимаются как аксиома, а рассматриваются критически с точки зрения антропологии, философии и других дисциплин. По мнению ведущих современных специалистов в области здоровья трансгендерных людей, несовпадение гендерной идентичности и приписанного при рождении пола — это вопрос разнообразия, а не патологии, а гендерная неконформность не может считаться негативным или болезненным по своей сути явлением.
Широкое использование термина «гендерная идентичность» в литературе по психологии в значении обозначения уровня соответствия стереотипам о маскулинном, фемининном и андрогинном, а не осознания себя лицом определённого гендера было подвергнуто критике психиатром Д. Д. Исаевым. С его точки зрения, в таких случаях происходит подмена гендерной идентичности гендерной ролью.

## Формирование гендерной идентичности
В современной науке ведутся дебаты о том, какие факторы оказывают преимущественное влияние на формирование гендерной идентичности: биологические или социальные. Данные некоторых исследований свидетельствуют о том, что на гендерную идентичность влияют генетические и гормональные факторы. Другие исследования показывают, что значительное влияние как на гендерное самоощущение, так и на гендерное выражение детей оказывает воспитание и социальное окружение. В частности, если родители или опекуны ребёнка в своём поведении придерживаются традиций и негативно реагируют на гендерно-неконформное поведение ребёнка, для него повышается вероятность повторять за родителями, в том числе во взрослом возрасте. При этом, как показывают исследования, ощущаемое давление социальной среды не имеет прямой связи с внутренней удовлетворённостью приписанным гендером, а навязывание гендерной конформности негативно влияет на психологическое благополучие ребёнка, приводя к повышению стресса, замыканию в себе и социальной изоляции.
В квир-теоретической концепции Джудит Батлер гендерная идентичность рассматривается как «вынужденное социальными санкциями и табу перформативное достижение».

### Изменение гендерной идентичности
К гендерно-неконформным детям и взрослым применяли, а иногда и сегодня применяют репаративную, или конверсионную терапию, направленную на изменение их гендерной идентичности и достижение гендерной конформности. Долгосрочная эффективность таких подходов научно не подтверждена, что признают в том числе и их сторонники. При этом существуют данные о том, что такая терапия может наносить вред, приводя к подавлению атипичных гендерных переживаний, усилению чувства стыда, нарушению отношений с близкими и попыткам суицида.

### Небинарная гендерная идентичность

Символ небинарного гендера

Небинарный гендер (или гендерквир от англ. gender и queer) —  обозначение спектра гендерных идентичностей, не вписывающихся в бинарную систему, предусматривающую только мужской и женский гендер. Многие культуры в течение своей истории имели небинарную гендерную систему, например предусматривающую третий гендер. В современном западном обществе изменения в этом направлении начали происходить в конце XX века.
У небинарных персон (гендерквиров) идентичность может выходить за пределы традиционной бинарной гендерной системы, быть сочетанием мужского и женского гендера (бигендерность, тригендерность), быть изменчивой (гендерфлюид) или отсутствовать (агендерность). Существует более тридцати небинарных гендерных идентичностей.
В современных российских психиатрии и психологии, как правило, используется бинарный подход к гендерной идентичности. Психиатр В. Д. Менделевич свидетельствует, что небинарные персоны сталкиваются с требованиями «определиться» со своей гендерной идентичностью в бинарной парадигме. Отказ от этого воспринимается как психопатологичный. По мнению Менделевича, использование данного подхода не отвечает современным научным представлениям о норме и патологии.